# Zawieszenie (topologia)

## Topologia

Zawieszenie okręgu (niebieskiego)

Zawieszeniem {\displaystyle SX} przestrzeni topologicznej {\displaystyle X} jest przestrzeń ilorazowa powstała przez podzielenie iloczynu {\displaystyle X\times I} tej przestrzeni przez przedział jednostkowy {\displaystyle I=[0;1]} przez relację równoważności {\displaystyle \sim }:
{\displaystyle X\times I/\sim ,}
która ściąga punkty każdej z „podstaw” {\displaystyle X\times \{0\}} i {\displaystyle X\times \{1\}} do punktu, czyli dla {\displaystyle (x,t),(x',t')\in X\times I}
{\displaystyle (x,t)\sim (x',t')\Leftrightarrow (x,t)=(x',t')\,\vee \,t=t'=0\vee t=t'=1.}
Nieco mniej formalnie można to zapisać następująco:
{\displaystyle SX=(X\times I)/\{(x_{1},0)\!\sim \!(x_{2},0)\;\;{\mbox{ i }}(x_{1},1)\!\sim \!(x_{2},1){\mbox{ dla dowolnych }}x_{1},x_{2}\in X\}.}
Geometrycznie zawieszenie jest wielościanem, który można uzyskać z iloczynu {\displaystyle K\times I} poprzez ściągnięcie do punktu każdej z podstaw: {\displaystyle (x,0)\sim (x',0)} i {\displaystyle (x,1)\sim (x',1)} dla dowolnych {\displaystyle x,x'\in X}.

## Kompleksy łańcuchowe
Stożkiem przekształcenia łańcuchowego {\displaystyle f_{\bullet }:K_{\bullet }\rightarrow L_{\bullet }} nazywamy kompleks łańcuchowy {\displaystyle Cf_{\bullet },} w którym:
{\displaystyle (Cf)_{n}=L_{n}\oplus K_{n-1},}
{\displaystyle \partial ^{Cf}(y,x)=(\partial ^{L}y+fx,-\partial ^{K}x),} gdzie {\displaystyle (y,x)\in Cf.}
Jeśli {\displaystyle L_{\bullet }=0,} to kompleks {\displaystyle Cf_{\bullet }} jest nazywany zawieszeniem i oznaczany przez {\displaystyle K_{\bullet }^{+}.} W kompleksie tym:
{\displaystyle (K^{+})_{n}=K_{n-1},}
{\displaystyle \partial ^{K^{+}}=-\partial ^{K}}.

## Literatura dodatkowa
- Allen Hatcher: Algebraic topology. Cambridge: Cambridge University Press, 2002. ISBN 0-521-79160-X.